# Magomedrasul Gazimagomedov
Magomedrasul Muchtarovič Gazimagomedov (in russo Магомедрасул Мухтарович Газимагомедов?; Tindi, 8 aprile 1991) è un lottatore russo, originario del Daghestan, specializzato nella lotta libera.
Vanta due campionati mondiali vinti nella categoria fino a 70 kg e una medaglia ai I Giochi europei disputati a Baku nel 2015.

## Palmarès
- Mondiali

Las Vegas 2015: oro nei 70 kg.
Budapest 2018: oro nei 70 kg.
- Europei

Bucarest 2019: bronzo nei 70 kg.
Roma 2020: argento nei 74 kg.
- Giochi europei

Baku 2015: oro nei 70 kg.